# ハインリヒ3世 (マイセン辺境伯)

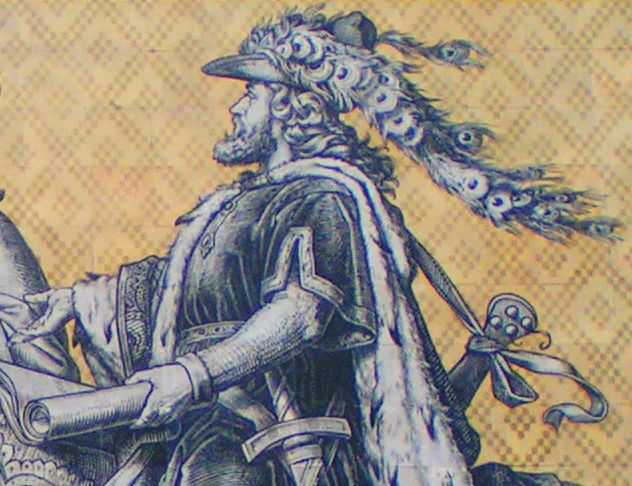
ドレスデンの壁画「君主の行列」にあるハインリヒ3世

ハインリヒ3世（Heinrich III., 1215年頃 - 1288年2月15日）は、ヴェッティン家のマイセン辺境伯（在位：1221年 - 1288年）。ラウジッツ辺境伯、テューリンゲン方伯（在位：1247年 - 1265年）、ザクセン宮中伯も務めた。マイセン辺境伯ディートリヒとテューリンゲン方伯ヘルマン1世の娘ユッタの子。貴顕伯（der Erlauchte）の渾名で呼ばれる。
母の実家の遺領相続戦争に勝利し、領土を拡大した。

## 生涯

### 辺境伯時代
1221年に父が死亡した時はまだ6歳だった為、母方の叔父のルートヴィヒ4世（聖人伯）の後見下で、父の後を承けてマイセン辺境伯に就任した。叔父が1227年に亡くなった後は、ザクセン公アルブレヒト1世が後見役を継いだ。1230年には成人を宣言し、1234年にオーストリア公レオポルト6世の娘コンスタンツェ（コンスタンツィア）と結婚した。
1237年のプロイセンへの十字軍に参軍して初陣を経験し、その後すぐにブランデンブルク辺境伯ヨハン1世及びオットー3世と私闘状態となった。結局、ハインリヒ3世は故意に逃走し、下ラウジッツから東へ向かいベルリンを通り越して支配者の明確でない地域に進軍したのだった。1245年にはケペニック及びブランデンブルク郊外のテルトウでの長い戦いの後、撤退しなければならなかった。しかし彼は同じ頃、シードロ地方で勝利し、フュルステンベルク（現、ブランデンブルク州アイゼンヒュッテンシュタットの一市区）を創設した。
神聖ローマ皇帝とローマ教皇との戦いでは、ハインリヒ3世は皇帝派であることを明言していた。フリードリヒ2世は、これに感謝して、1242年にテューリンゲン方伯とザクセン宮中伯の地位を与え、1243年にはフリードリヒ2世の娘マルガレータとハインリヒ3世の長男アルブレヒトとの婚約が交わされた。

### テューリンゲン継承戦争
1247年に叔父ハインリヒ・ラスペ（ルートヴィヒ4世の弟）が亡くなるとすぐに、テューリンゲンでの権利を主張する従妹ゾフィー・フォン・ブラバント（聖人伯ルートヴィヒの娘で、ロトリンゲンおよびブラバント公ハインリヒ2世夫人）やアンハルト＝ツェルプスト侯ジークフリート1世を武力で退けた。1250年に一旦和睦するも、1254年に再戦、ゾフィーの息子のヘッセン方伯ハインリヒ1世や婿のブラウンシュヴァイク公アルブレヒト1世の加勢もあって一時的に追い詰められるも反撃、1263年に長男アルブレヒトと次男ディートリヒの活躍で決戦に勝利、翌1264年に和睦、テューリンゲンはハインリヒ3世が相続、ヘッセンはハインリヒ1世が領有する事に取り決められた。
戦争の結果、確保したテューリンゲンとザクセン宮中伯領を長男アルブレヒトの、ラウジッツ及びランツベルク辺境伯領を次男ディートリヒの管轄下に置いた。これらを獲得したことは、オーデル川からヴェラ川まで、エルツ山地からハルツ山地まで、ヴェッティン家の支配領域を拡大する事となり、その広さはボヘミアのハプスブルク家をも凌駕していた。
しかし、アルブレヒトが愛人（後に再婚）との間に出来た息子を偏愛し、これに先妻の息子達が反発、内戦を始めてしまい、1288年のハインリヒ3世の死後も継続、孫のフリードリヒがアルブレヒトを捕らえて終結したが、和睦として領土を分割、弱体化してしまった。
ハインリヒ3世は勇敢であり、高貴であり、公正であり、芸術を愛する気前のよい派手好きな領主であった。「偉大なハイデルベルクの詩の古文書」（コデックス・マネッセ）に、ハインリヒ3世はミンネゼンガーとして登場する。手稿の1つ（14v）は彼を描いた絵であり、彼の詩は2つのページ（15r, 15v）に記されている。
注：この写本の中で彼はしばしば「ハインリヒ・フォン・マイセン」（マイセンのハインリヒ）と記述されている。文献学上、この呼び名は別人のハインリヒ・フラウエンロープ（女性賛美のハインリヒ）に対しても用いられ混同しがちである。特にこの同じ写本の中にはフラウエンロープの詩と伝えられるものもある。

## 子女

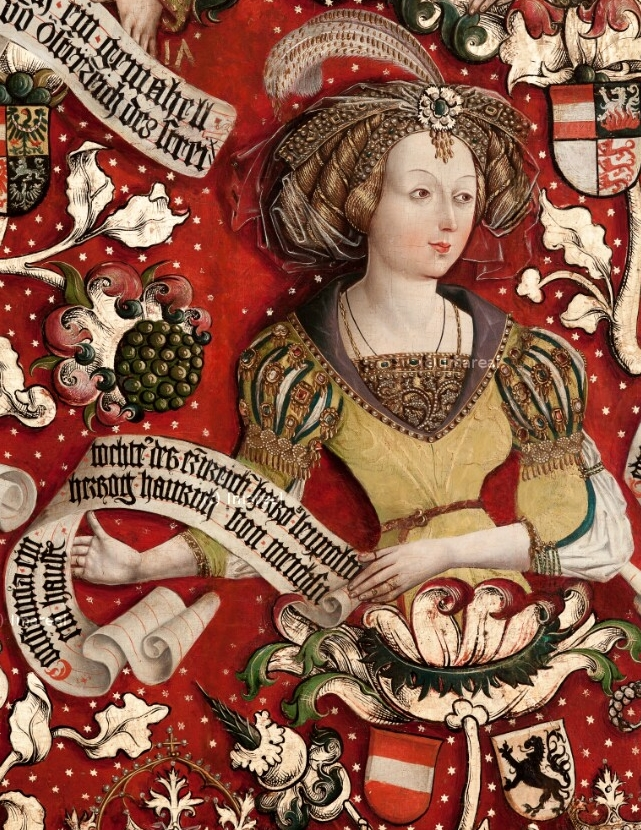
最初の妃コンスタンツェ

1234年にオーストリア公レオポルト6世の娘コンスタンツェと結婚。
- アルブレヒト（1240年 - 1314年）
- ディートリヒ（1242年 - 1285年）

1243年にボヘミア王ヴァーツラフ1世の娘アグネスと再婚したが、子は無かった。彼女の死後、エリーザベト・フォン・マルティッツと再婚（時期は不明）し、以下の子女をもうけた。
- フリードリヒ・クレム（1273年 - 1316年）
- ヘルマン・デン・ランゲン